# 人魚姫 マリーナの冒険
『人魚姫 マリーナの冒険』（にんぎょひめ マリーナのぼうけん）（英題：Saban's Adventures of the Little Mermaid、仏題：Le Prince et la Sirène）は、日本のテレビアニメ。

## 概要
ハンス・クリスチャン・アンデルセンの童話『人魚姫』を基にし、その後を描いた作品。
日本国内では1991年2月2日から同年7月27日までフジテレビにて毎週土曜日に放送された。ただし早朝枠（開始当初から1991年3月30日までは5:00 - 5:30、1991年4月6日から同年7月27日までは5:15 - 5:45）での放送だった上に、地上波やBS/CSを問わず一切の放送メディアでの再放映やビデオソフト化、オンデマンド配信が無いため「幻の名作劇場」となっている。
しかし、サバン・エンターテイメント及びサバン・インターナショナル・パリが共同で制作した英語ローカライズ版がフランスを筆頭に欧州各国で人気を集めることになる。
メディア媒体化は2010年にフランスで発売されたDVDのみに留っており、日本での発売はない。

## 登場人物
マリーナ
声 - 高野槙じゅん
本作の主人公。人魚姫で、ジャスティンを助けて恋に落ちたあとは人間になりたいと思った。
ジャスティン王子
声 - 子安武人
ガンドールの王子。
チャンシィ
声 - 石野竜三
ジャスティン王子に忠実な人物。
フリップ
声 - 小林優子
マリーナの友達のタツノオトシゴの女の子。超音波の声でヘッドウィッグたちを威嚇したり倒したり出来る。
ヘッドウイッグ
声 - 北川智繪
ウナギのような姿をした魔女。部下には下記の人物以外にも、サメやバラクーダの戦闘員がいる。
ダッドリー
声 - 玄田哲章
ヘッドウィッグの部下であるサメだが、根っからの悪人ではない。
ルーサー
声 - 拡森信吾
ジャスティン王子の敵対する国家の王子。
マンタ
ヘッドウィッグの乗り物であるオニイトマキエイ。

## スタッフ
- 原作：ハンス・クリスチャン・アンデルセン『人魚姫』より
- 監督：宮野武宏
- プロデューサー：清水賢治（フジテレビ）、滝山正夫（フジエイト）、沼田篤良（FCI）、豊原道雄（三井物産）
- 脚本：ジーン・チャロピン、松本真樹
- 英語版脚本：ジーン・チャロピン、ハイム・サバン
- 音楽：シュキ・レヴィ、ハイム・サバン（サバン・エンターテイメント）
- キャラクターデザイン：小佐古吉重
- 調整：住谷真
- 効果：佐藤一俊
- 音響監督（録音演出）：千葉繁
- 音響監督補：若林和弘（オムニバスプロモーション）
- 録音制作：オムニバスプロモーション
- 録音スタジオ：東京テレビセンター
- 演出助手：黒沢安二郎
- タイトル：アズスタッフ
- 担当プロデューサー：関崎浩一（フジエイト）、黒木健一（ジュピターフィルム）、吉本聡（テレ・イメージ）
- アニメーション制作： テレスクリーン（多葉田一夫）、テレ・イメージ（高橋澄夫）[2]
- アニメーション制作協力：ジュピターフィルム
- 制作：フジテレビ、フジエイト[2]、FCI INC.、三井物産
- 英語版制作：サバン・エンターテイメント、サバン・インターナショナル・パリ

※英語版制作のクレジットはオープニングフィルムには未記載。
※本放映時形態：NTSC、カラー16m/mフィルム、シネテープ付き音声、放送マザーは1吋CタイプVTR。

## 主題歌
オープニングテーマ「夢みるMERMAID」
エンディングテーマ「パールな気持ち」
作詞 - AZUSA／作曲 - 瀬井広明／編曲 - 加藤みちあき／歌 - 弘妃由美
レコード：キングレコード

## 各話リスト
| 話数   | サブタイトル           | 絵コンテ   | 演出     | 作画監督   | 放送日        |
| ------ | ---------------------- | ---------- | -------- | ---------- | ------------- |
| 第1話  | ふたたび海へ           | 山中一太郎 | 安英蘭   | 朴炳淳     | 1991年 2月2日 |
| 第2話  | 伝説の黄金の板         | 鴫野彰     | 宇田忠順 | 林鐘大     | 2月9日        |
| 第3話  | お城の仮面舞踏会       | 野寺三郎   | 久米一成 | 長谷川桃治 | 2月16日       |
| 第4話  | 魔女はブツブツ         | 中田新一   | 竹松一生 | 竹松一生   | 2月23日       |
| 第5話  | 森の中のマリーナ       | 杉田犬男   | 朴承哲   | 佐藤太郎   | 3月2日        |
| 第6話  | やさしいヘッドウイッグ | 秦泉寺博   | 秦泉寺博 | 鈴木英二   | 3月9日        |
| 第7話  | 魔法の井戸に御用心     | 三輪周平   | 宇田忠順 | 林鐘大     | 3月16日       |
| 第8話  | リドレイの魔法         | 夏丘のぼる | 久米一成 | 長谷川桃治 | 3月23日       |
| 第9話  | 黄金の板のゆくえ       | 小林孝志   | 宇田忠順 | 林鐘大     | 3月30日       |
| 第10話 | 子守りでヘトヘト       | 青野昌     | 朴承哲   | 佐藤太郎   | 4月6日        |
| 第11話 | 本当の友達             | 阿部司     | 阿部司   | 阿部司     | 4月13日       |
| 第12話 | セイレーンの笛         | 秦泉寺博   | 秦泉寺博 | 鈴木英二   | 4月20日       |
| 第13話 | ガーゴイルの洞窟       | 鈴木卓夫   | 安英蘭   | 朴炳淳     | 4月27日       |
| 第14話 | タイタンの罠           | 久米一成   | 栗山美秀 | 高木敏夫   | 5月4日        |
| 第15話 | 特別な日               | 小林孝志   | 宇田忠順 | 金世昌     | 5月11日       |
| 第16話 | ジャスティンの危機     | 秦泉寺博   | 秦泉寺博 | 鈴木英二   | 5月18日       |
| 第17話 | ガンバレ、フリップ     | 山口頼房   | 宇田忠順 | 金世昌     | 5月25日       |
| 第18話 | とらわれの人魚姫       | 鈴木卓夫   | 安英蘭   | 朴炳淳     | 6月1日        |
| 第19話 | ジャスティンは誰の物?  | 栗山美秀   | 栗山美秀 | 高木敏夫   | 6月8日        |
| 第20話 | チャンシィの恋人       | 政木伸一   | 宇田忠順 | 金世昌     | 6月15日       |
| 第21話 | トロイのシーホース     | 秦泉寺博   | 秦泉寺博 | 鈴木英二   | 6月22日       |
| 第22話 | 花の香にご用心         | 鈴木行     | 安英蘭   | 朴炳淳     | 6月29日       |
| 第23話 | 蜂の巣の洞窟           | 阿部司     | 阿部司   | 阿部司     | 7月6日        |
| 第24話 | 魔女の毒入りパイ       | 久米一成   | 宇田忠順 | 金世昌     | 7月13日       |
| 第25話 | 催眠術のききめ         | 栗山美秀   | 栗山美秀 | 高木敏夫   | 7月20日       |
| 第26話 | 結ばれるその日まで     | 秦泉寺博   | 秦泉寺博 | 昆進之介   | 7月27日       |

## 備考
- 英語版の音楽が、デジモンアドベンチャーの英語版でも使用された。

### 独自の設定
- マリーナは水薬によって、下半身を一時的に人間の足にすることができる。また、ジャスティンも水薬によって海の中でも呼吸ができる[3]。